# Raoul Suhaimi
Raoul Suhaimi (* 18. September 2005 in Singapur), mit vollständigen Namen Raoul bin Suhaimi, ist ein singapurischer Fußballspieler.

## Karriere

### Verein
Raoul Suhaimi erlernte das Fußballspielen in der Singapore Sports School. Seinen ersten Vertrag unterschrieb er am 8. März 2021 bei den Young Lions. Die Young Lions sind eine U23-Mannschaft, die 2002 gegründet wurde. In der Elf spielen U23-Nationalspieler und auch Perspektivspieler. Ihnen soll die Möglichkeit gegeben werden, Spielpraxis in der ersten Liga, der Singapore Premier League, zu sammeln. Sein Erstligadebüt gab er am 15. Mai 2021 (9. Spieltag) im Auswärtsspiel gegen Albirex Niigata (Singapur). Hier wurde er in der 65. Minute für Danish Irfan Azman eingewechselt. Raoul Suhaimi ist mit 15 Jahren und 298 Tagen der jüngste Debütant der ersten Liga. Bis zu seiner Einberufung zum Militärdienst Anfang Juli 2023 bestritt er 28 Ligaspiele.

### Nationalmannschaft
Raoul Suhaimi spielt seit 2019 für diverse singapurische Juniorennationalmannschaften.